# Nordiska paviljongen

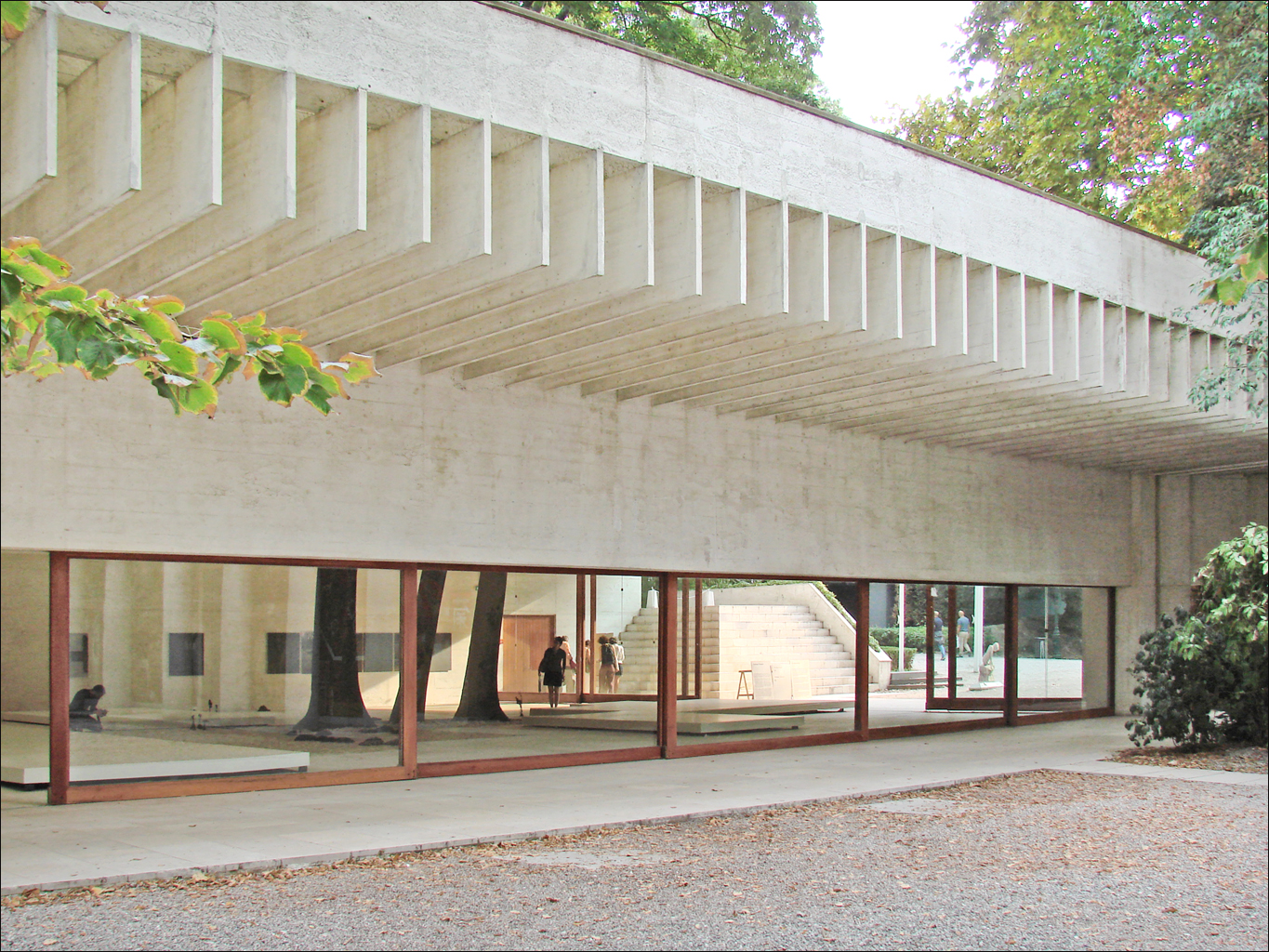
Nordiska paviljongen under 2011 års konstbiennal, då de svenska konstnärerna Fia Backström och Andreas Eriksson ställde ut.

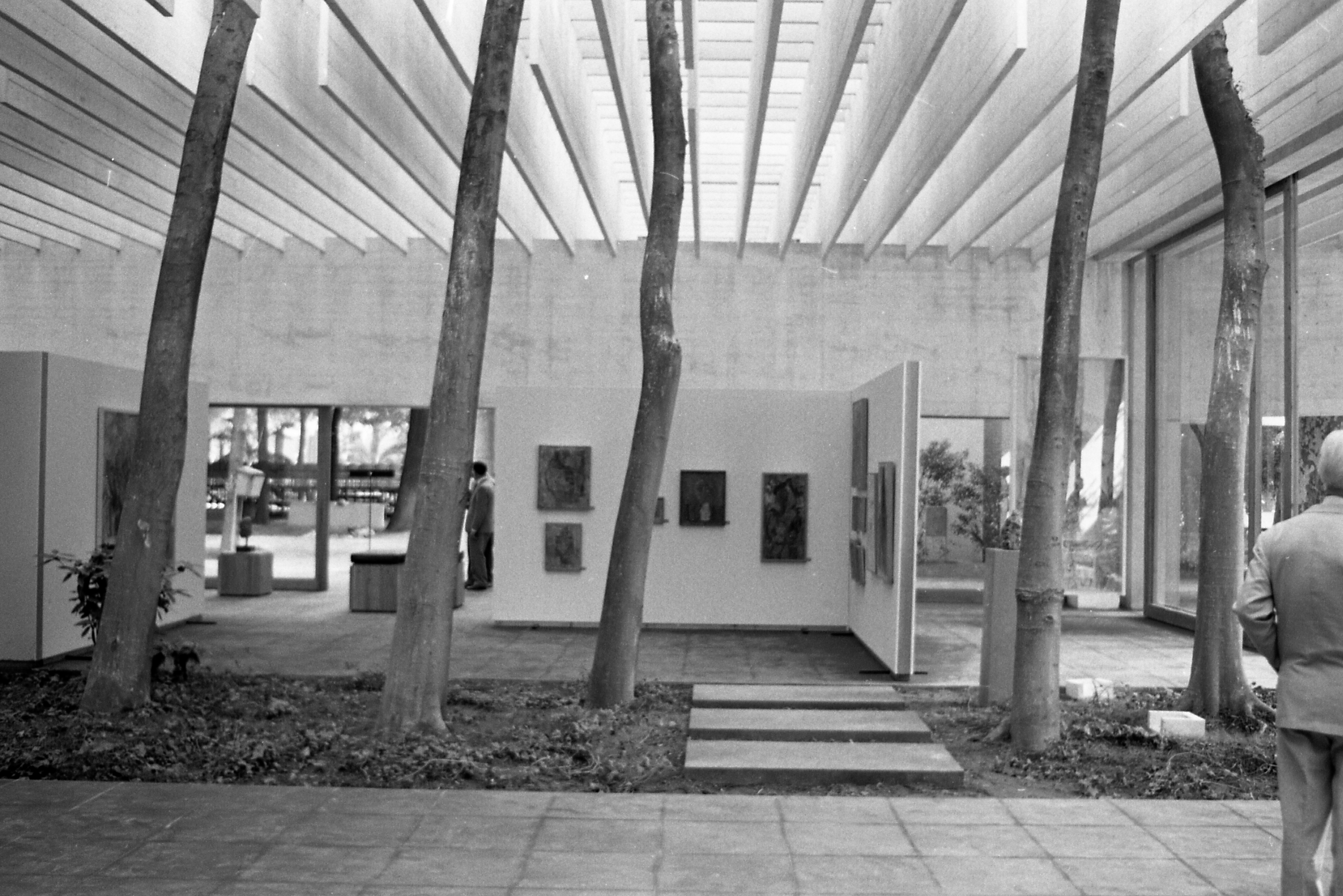
Nordiska paviljongen 1962, året då paviljongen invigdes. Detta år representerades Sverige av konstnären Siri Derkert.

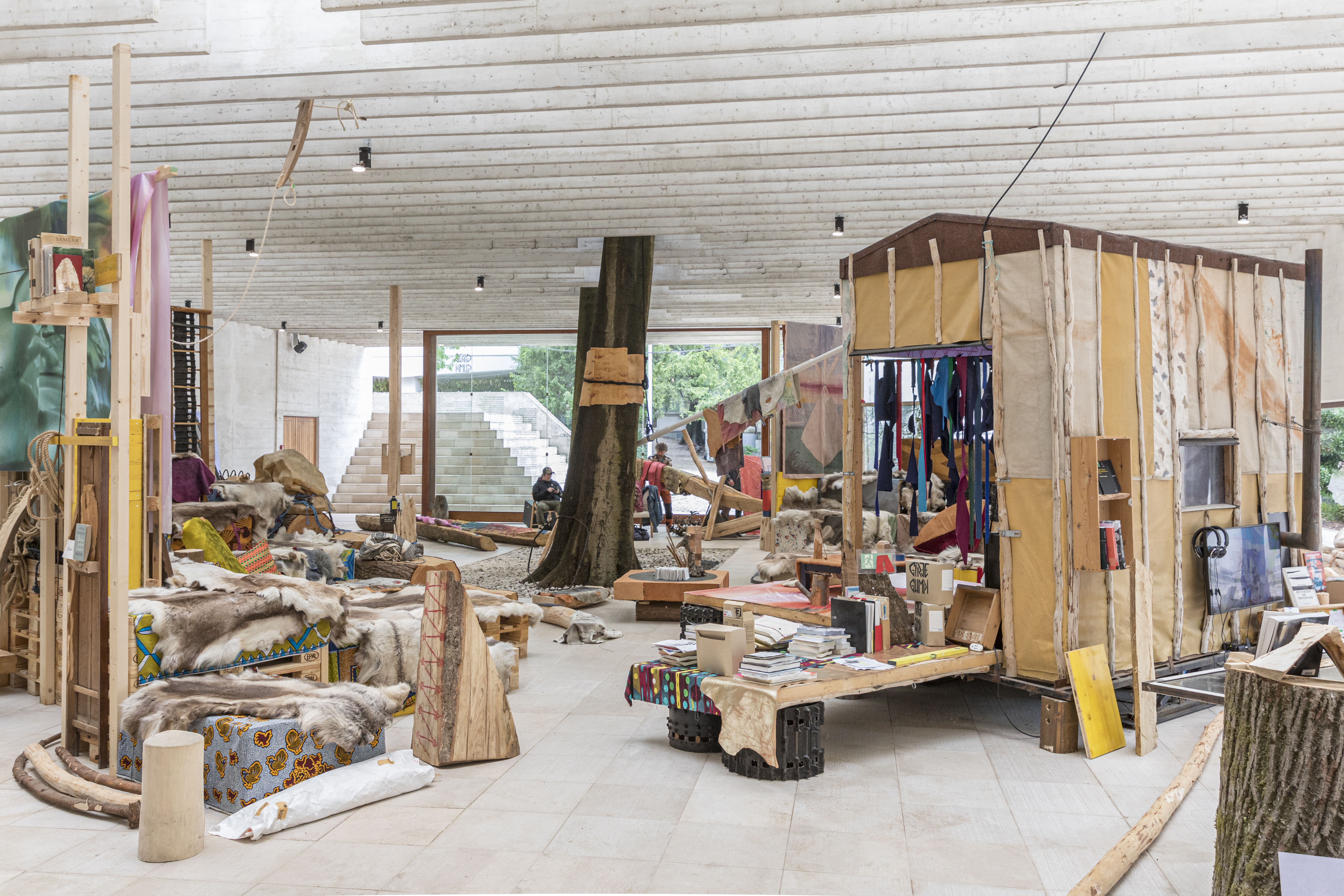
Girjegumpi: The Sámi Architecture Library av Joar Nango och medverkande, det nordiska bidraget i 2023 års arkitekturbiennal.

Nordiska paviljongen i Venedig i Italien är en permanent utställningspaviljong för Venedigbiennalen ägd gemensamt av finska, svenska och norska staten. Paviljongen används för att presentera konst och arkitektur, främst under Konstbiennalen i Venedig och Arkitekturbiennalen i Venedig. Byggnaden är placerad centralt i Giardini della Biennale och ligger mellan USA:s och Danmarks paviljonger.
Förvaltningen av fastigheten delas upp på finländska Senatfastigheter, norska Statsbygg och svenska Statens fastighetsverk, under sex år i taget:
- 2012–2017 Finland, Senatfastigheter
- 2017–2022 Norge, Statsbygg
- 2022–     Sverige, Statens fastighetsverk

Byggnaden är ritad av den norska arkitekten Sverre Fehn, byggd mellan åren 1958–1962 och invigd 1962. Paviljongen är en ljusgrå betongbyggnad som främst består av ett mycket ljust kvadratiskt utställningsrum, där två av de fyra väggarna nedtill utgörs av stora panoramafönster. I rummet finns idag tre stora träd vars kronor sticker ut genom hål i det platta taket. Ursprungligen var de fem träd. Utanför paviljongen finns en låg läktare och det saknas en tydlig gräns mellan ute och inne.